# 雛五村
雛五村（ひなごむら）は、愛知県東春日井郡にかつてあった村である。
現在の春日井市の一部（熊野町・桜佐町・堀之内町・神領町・大留町など）に該当する。

## 歴史
- 1878年（明治11年） -
  - 野田村、牛毛村、名栗村が合併し、熊野村となる。
  - 下大留村、上大留村が合併し、大留村となる。
- 1880年（明治13年）2月5日 - 春日井郡が東春日井郡と西春日井郡に分割される。この地域は東春日井郡となる。
- 1889年（明治22年）10月1日 - 大留村、堀之内村、熊野村、桜佐村、神領村が合併し、雛五村が発足。
- 1906年（明治39年）7月16日 -
  - 雛五村の一部（旧・大留村）は、不二村、玉川村と合併し、高蔵寺村が発足。
  - 雛五村の大部分（旧・堀之内村、熊野村、桜佐村、神領村）は、下原村、八幡村、小木田村 と合併し、篠木村が発足。同日雛五村は廃止。

## 備考
2024年現在、「雛五」という名前は地名としては存在していない。また、現地で「雛五」の名前をうかがい知れるものも、神領町内に所在する「ひなご幼稚園」しかない。